# Aphonomorphus allardi
Aphonomorphus allardi är en insektsart som beskrevs av Lucien Chopard 1956. Aphonomorphus allardi ingår i släktet Aphonomorphus och familjen syrsor. Inga underarter finns listade i Catalogue of Life.